# II legislatura della Repubblica Italiana
La II legislatura della Repubblica Italiana è stata in carica dal 25 giugno 1953 all'11 giugno 1958.

## Cronologia
A partire dalle elezioni del 1953 entra in vigore una nuova legge elettorale, che prevede un sistema proporzionale con premio di maggioranza per la lista che avesse ottenuto la maggioranza assoluta (50% +1) dei voti. La legge era stata varata dai partiti della precedente coalizione di governo (DC, PRI, PSDI, PLI) che - infatti - si presentano uniti, ma non riescono, per pochi voti, a raggiungere il quorum richiesto per il premio: a queste elezioni, infatti, aumentano i loro voti le sinistre (PCI, PSI) e la destra (PNM, MSI).
La legge prevedeva che, a chi avesse superato il 50% dei voti, fosse assegnato il 65% dei seggi.
La nuova legge viene definita dalle opposizioni come "legge truffa" e la sua approvazione (con il suo relativo fallimento) ha pesanti effetti anche su Alcide De Gasperi, presidente del Consiglio uscente, anche perché la DC perde più dell'8% dei consensi rispetto alle elezioni del '48.
De Gasperi, infatti, tenta di costituire un nuovo esecutivo, il suo ottavo governo, ma esso viene sfiduciato non appena si presenta in Parlamento. Inutilmente il presidente democristiano tenta di dialogare con il leader comunista, Palmiro Togliatti, ma nonostante questo il suo governo monocolore ottiene solo i voti favorevoli della DC (263) contro i 282 di PCI, PSI, MSI e monarchici; 37 astenuti tra gli ex alleati socialdemocratici, repubblicani e liberali.
È la fine della stagione politica di De Gasperi. Per il nuovo esecutivo viene chiamato Giuseppe Pella, figura non in perfetta sintonia con De Gasperi (vedi elezioni del '48): anche il suo governo è un monocolore, ma stavolta l'MSI si astiene e si riduce il fronte dei contrari.
Pella ha la maggioranza e governa per cinque mesi, ma viene più volte ostacolato dalla stessa base del partito, tanto che il primo ministro decide di dimettersi a gennaio del 1954: in Parlamento si presenta Amintore Fanfani che tenta invano di ottenere la maggioranza con un governo che viene immediatamente respinto.
Solo il 10 febbraio si riesce a ricucire lo strappo: è necessario, però, andare oltre il recinto democristiano. Ci pensa Mario Scelba che coinvolge il PSDI e il PLI e forma un nuovo esecutivo destinato a durare "a lungo" (16 mesi): è vicepresidente Giuseppe Saragat, leader socialdemocratico.
Nel frattempo si svolgono le elezioni per il nuovo Presidente della Repubblica, che vedono Giovanni Gronchi salire al Quirinale: Scelba presenta le sue dimissioni - che in un primo momento vengono respinte - perché ha l'intenzione di varare un nuovo governo con nuove alleanze. A questo progetto si oppongono alcune correnti della DC, tanto che Scelba deve dimettersi definitivamente.
Al suo posto viene chiamato Antonio Segni: il suo governo ricalca l'esperienza del precedente (triplice alleanza DC, PSDI, PLI) e ottiene la fiducia.
Il 27 e 28 maggio 1956 si tengono le elezioni amministrative.
Il 15 maggio 1957 il PSDI ritira la propria fiducia al governo, che è costretto alle dimissioni.
Il nuovo incarico viene affidato a Adone Zoli. Tra l'imbarazzo politico generale ottiene la fiducia al Senato il 3 giugno (132 favorevoli, 93 contrari) con i voti decisivi delle destre (PNM, PMP e MSI). Zoli è quindi disponibile a rimettere il mandato, ma le dimissioni vengono rifiutate.
Il 17 marzo 1957 un progetto di legge costituzionale per la riforma della Camera dei deputati viene bocciato.

## Governi
- Governo De Gasperi VIII
  - Dal 16 luglio 1953 al 2 agosto 1953
  - Presidente del Consiglio dei ministri: Alcide De Gasperi (DC)
  - Composizione del governo: DC

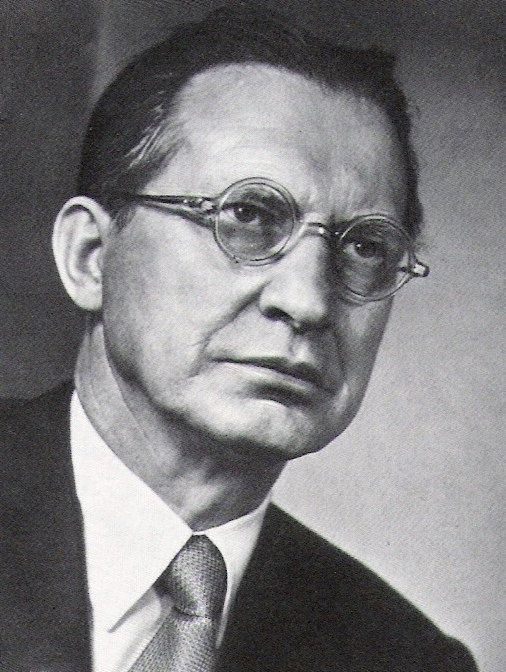
Alcide De Gasperi, Presidente del Consiglio dal 16 luglio al 2 agosto 1953.

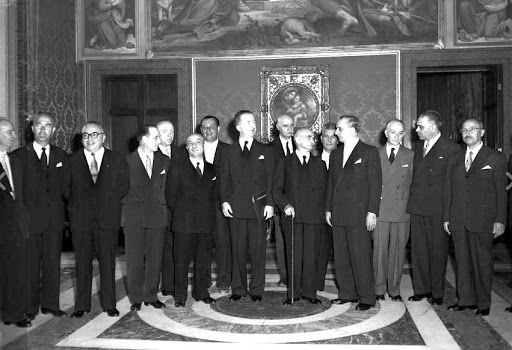
Giuramento del Governo Pella, 17 agosto 1953.

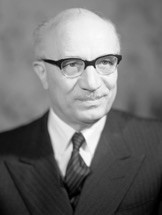
Amintore Fanfani, Presidente del Consiglio dal 18 gennaio all'8 febbraio 1954.

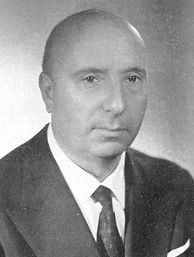
Mario Scelba, Presidente del Consiglio dal 10 febbraio 1954 al 2 luglio 1955.

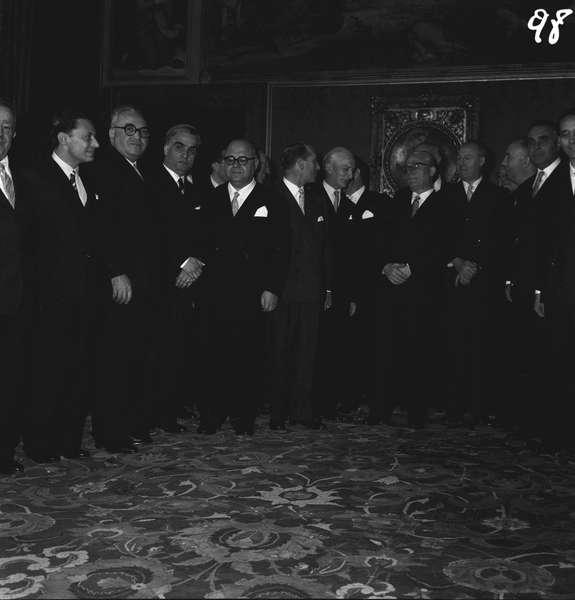
Giuramento del Governo Segni I, 6 luglio 1955.

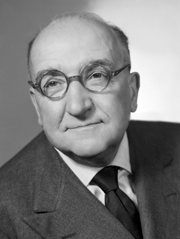
Adone Zoli, Presidente del Consiglio dei ministri dal 19 maggio 1957 al 1º luglio 1958.

- Governo Pella
  - Dal 17 agosto 1953 al 12 gennaio 1954
  - Presidente del Consiglio dei ministri: Giuseppe Pella (DC)
  - Composizione del governo: DC, Indipendenti (appoggio esterno di PLI e PNM)
- Governo Fanfani I
  - Dal 18 gennaio 1954 all'8 febbraio 1954
  - Presidente del Consiglio dei ministri: Amintore Fanfani (DC)
  - Composizione del governo: DC
- Governo Scelba
  - Dal 10 febbraio 1954 al 2 luglio 1955
  - Presidente del Consiglio dei ministri: Mario Scelba (DC)
  - Composizione del governo: DC, PSDI, PLI
- Governo Segni I
  - Dal 6 luglio 1955 al 15 maggio 1957
  - Presidente del Consiglio dei ministri: Antonio Segni (DC)
  - Composizione del governo: DC, PSDI, PLI
- Governo Zoli
  - Dal 19 maggio 1957 al 1º luglio 1958
  - Presidente del Consiglio dei ministri: Adone Zoli (DC)
  - Composizione del governo: DC (appoggio esterno di PLI, PRI, PSDI, PNM, PMP e MSI)

## Camera dei deputati

### Ufficio di presidenza

#### Presidente
- Giovanni Gronchi (DC) [fino al 28/04/1955] - L'elezione è avvenuta il 25 giugno 1953
- Giovanni Leone (DC) - L'elezione è avvenuta il 10 maggio 1955.

#### Vice presidenti
- Giovanni Leone (DC) [fino al 10/05/1955]
- Gaetano Martino (Liberale) [fino al 10/02/1954]
- Ferdinando Targetti (PSI)
- Edoardo D'Onofrio (PCI)
- Cino Macrelli (Misto) [dal 05/03/1954]
- Giuseppe Rapelli (DC) [dal 27/09/1955]

#### Questori
- Domenico Chiaramello (PSDI)
- Pio Alessandrini (DC)
- Giulio Turchi (PCI)

#### Segretari
- Guido Ceccherini (PSDI) [fino al 07/07/1955]
- Tarcisio Longoni (DC)
- Emanuele Guerrieri (DC) [fino al 22/05/1957]
- Ercole Rocchetti (DC) [fino al 17/08/1953]
- Mario Marino Guadalupi (PSI)
- Antonio Giolitti (Misto) [fino al 25/09/1957]
- Renzo Laconi (PCI)
- Crescenzo Mazza (DC) [dal 20/08/1953 al 09/07/1955]
- Gustavo De Meo (DC) [dal 27/09/1955 al 22/05/1957]
- Umberto Sampietro (DC)  [dal 24/07/1957]
- Lorenzo Biasutti (DC) [dal 24/07/1957]
- Nunzio Caroleo (PNM) [dal 24/09/1957]
- Pietro Amendola (PCI) [dal 09/10/1957]

### Capigruppo parlamentari
| Gruppo parlamentare | Gruppo parlamentare                     | Presidente | Seggi     |
| ------------------- | --------------------------------------- | --- | --------- |
|                     | Democratico Cristiano                   | Aldo Moro [fino al 31/12/1956] Attilio Piccioni [dal 31/12/1956]                                                 | 260 / 586 |
|                     | Comunista                               | Palmiro Togliatti                                                                                                | 142 / 586 |
|                     | Partito Socialista Italiano             | Pietro Nenni | 75 / 586  |
|                     | Movimento Sociale Italiano              | Giovanni Roberti                                                                                                 | 23 / 586  |
|                     | Partito Nazionale Monarchico            | Alfredo Covelli                                                                                                  | 22 / 586  |
|                     | Partito Socialista Democratico Italiano | Ezio Vigorelli [fino al 31/12/1954] Paolo Rossi [dal 31/12/1954 al 31/12/1956] Alberto Simonini [dal 31/12/1956] | 18 / 586  |
|                     | Partito Monarchico Popolare             | Raffaele Chiarolanza                                                                                             | 17 / 586  |
|                     | Misto                                   | Cino Macrelli | 15 / 586  |
|                     | Liberale                                | Raffaele De Caro                                                                                                 | 14 / 586  |

### Commissioni parlamentari
| #    | Commissione | Presidente                                         | Presidente                                         |
| ---- | --- | -------------------------------------------------- | -------------------------------------------------- |
| I    | Affari interni - ordinamento politico ed amministrativo - affari di culto - spettacoli - attività sportive - stampa        |                                                    | Achille Marazza (DC)                               |
| II   | Rapporti con l'estero, compresi gli economici - colonie                                                                    |                                                    | Giuseppe Bettiol (DC)                              |
| III  | Diritto - procedura e ordinamento giudiziario - affari di giustizia                                                        |                                                    | Egidio Tosato (DC)                                 |
| IV   | Finanze e Tesoro |                                                    | Giuseppe Castelli Avolio (DC) [fino al 15/12/1955] |
| IV   | Finanze e Tesoro | Pietro Ferreri (DC) [dal 16/12/1955]               |                                                    |
| V    | Difesa |                                                    | Mario Bettinotti (PSDI) [fino al 30/06/1957]       |
| V    | Difesa | Filippo Guerrieri (DC) [dal 01/07/1957]            |                                                    |
| VI   | Istruzione e belle arti |                                                    | Gaetano Martino (Liberale) [fino al 10/02/1954]    |
| VI   | Istruzione e belle arti | Antonio Segni (DC) [dal 13/03/1954 al 30/06/1955]  |                                                    |
| VI   | Istruzione e belle arti | Raffaele Resta (DC) [dal 01/07/1955 al 22/05/1957] |                                                    |
| VI   | Istruzione e belle arti | Antonio Segni (DC) [dal 01/07/1957]                |                                                    |
| VII  | Lavori pubblici |                                                    | Giuseppe Garlato (DC)                              |
| VIII | Trasporti - comunicazioni - marina mercantile                                                                              |                                                    | Armando Angelini (DC) [fino al 30/06/1955]         |
| VIII | Trasporti - comunicazioni - marina mercantile                                                                              | Angelo Raffaele Jervolino (DC) [dal 01/07/1955]    |                                                    |
| IX   | Agricoltura e foreste - alimentazione                                                                                      |                                                    | Pietro Germani (DC)                                |
| X    | Industria e commercio - turismo                                                                                            |                                                    | Paolo Cappa (DC) [fino al 26/06/1956]              |
| X    | Industria e commercio - turismo                                                                                            | Tommaso Zerbi (DC) [dal 27/06/1956]                |                                                    |
| XI   | Lavoro - emigrazione - cooperazione - previdenza e assistenza sociale - assistenza post bellica - igiene e sanità pubblica |                                                    | Giuseppe Rapelli (DC) [fino al 27/09/1955]         |
| XI   | Lavoro - emigrazione - cooperazione - previdenza e assistenza sociale - assistenza post bellica - igiene e sanità pubblica | Ferdinando Storchi (DC) [dal 28/09/1955]           |                                                    |

### Riepilogo della composizione
| Gruppo parlamentare alla Camera dei deputati | Gruppo parlamentare alla Camera dei deputati   | Inizio legislatura | 1953 | 1954 | 1955 | 1956 | 1957 | Fine legislatura |
| -------------------------------------------- | ---------------------------------------------- | ------------------ | ---- | ---- | ---- | ---- | ---- | ---------------- |
|                                              | Democratico Cristiano (DC)                     | 262                | 262  | 263  | 261  | 261  | 261  | 260              |
|                                              | Comunista (PCI)                                | 143                | 143  | 143  | 143  | 143  | 142  | 142              |
|                                              | Partito Socialista Italiano (PSI)              | 75                 | 75   | 75   | 75   | 75   | 76   | 75               |
|                                              | Movimento Sociale Italiano (MSI)               | 29                 | 29   | 28   | 25   | 25   | 23   | 23               |
|                                              | Partito Nazionale Monarchico (PNM)             | 38                 | 38   | 30   | 29   | 25   | 22   | 22               |
|                                              | Partito Socialista Democratico Italiano (PSDI) | 19                 | 19   | 19   | 19   | 19   | 19   | 18               |
|                                              | Partito Monarchico Popolare (PMP)              | -                  | -    | -    | -    | 13   | 17   | 17               |
|                                              | Liberale                                       | 14                 | 14   | 13   | 12   | 13   | 14   | 14               |
|                                              | Gruppo misto                                   | 9                  | 9    | 18   | 25   | 15   | 15   | 15               |
| Totale                                       | Totale                                         | 589                | 589  | 589  | 589  | 589  | 589  | 586              |

#### Modifiche nella composizione dei gruppi parlamentari
1. ↑  Un deputato del gruppo DC decede durante il 1953: Antonio Da Villa il 6 novembre, il 19 novembre è sostituito da Nerino Cavallari.
2. ↑  Un deputato subentrante aderisce al gruppo DC durante il 1954: Antonio Cavalli il 28 luglio, in sostituzione di Giuseppe Alpino del gruppo Liberale.

Un deputato del gruppo DC cessa dal mandato parlamentare durante il 1954: Giorgio Tupini il 28 gennaio, il 29 giugno è sostituito da Elio Ballesi.

Quattro deputati del gruppo DC decedono durante il 1954: Giambattista Bosco Lucarelli il 22 aprile, il 29 aprile è sostituito da Giovanni Perlingieri; Fulvio Fabbri il 2 maggio, il 6 maggio è sostituito da Celestino Ferrario; Luigi Morelli il 18 luglio, il 22 luglio è sostituito da Enrico Tosi; Alcide De Gasperi il 19 agosto, l'11 novembre è sostituito da Mario Berry.
3. ↑  Due deputati abbandonano il gruppo DC durante il 1955. Aderiscono al gruppo Misto: Ugo Bartesaghi e Mario Melloni il 21 febbraio.

Due deputati del gruppo DC cessano dal mandato parlamentare durante il 1955: Giuseppe Cappi e Giuseppe Castelli Avolio il 15 dicembre, il giorno successivo sono sostituiti rispettivamente da Gaetano Zanotti e Filomena Delli Castelli.
4. ↑  Due deputati del gruppo DC cessano dal mandato parlamentare durante il 1956: Vittorino Monte il 15 febbraio, il 14 marzo è sostituito da Michele Camposarcuno; Aldo Fascetti l'11 aprile, il 13 aprile è sostituito da Primo Lucchesi.

Un deputato del gruppo DC decede durante il 1956: Paolo Cappa il 26 giugno, il giorno successivo è sostituito da Luigi Durand de la Penne.
5. ↑  Due deputati del gruppo DC cessano dal mandato parlamentare durante il 1957: Emanuele Ferraris il 27 marzo, il giorno successivo è sostituito da Giuseppe Armosino; Lodovico Benvenuti il 1º ottobre, lo stesso giorno è sostituito da Ottorino Momoli.
6. ↑  Un deputato del gruppo DC cessa dal mandato parlamentare durante il 1958: Piero Malvestiti il 21 gennaio, il 23 gennaio è sostituito da Bruno Fassina.

Un deputato del gruppo DC decede durante il 1958: Luigi Zanoni il 20 maggio.
7. ↑  Un deputato abbandona il gruppo PCI durante il 1957. Aderisce al gruppo Misto: Antonio Giolitti il 18 settembre.

Due deputati del gruppo PCI decedono durante il 1957: Concetto Marchesi il 12 febbraio, il 19 febbraio è sostituito da Vittorio Ghidetti; Giuseppe Di Vittorio il 3 novembre, il 13 novembre è sostituito da Gino Picciotto.
8. ↑  Un deputato aderisce al gruppo PSI durante il 1957. Abbandonando il gruppo Misto: Antonio Giolitti il 4 ottobre.

Un deputato del gruppo PSI decede durante il 1957: Lionello Matteucci il 1º maggio, il 6 giugno è sostituito da Filippo Di Filippo.
9. ↑  Un deputato del gruppo PSI cessa dal mandato parlamentare durante il 1958: Eugenio Dugoni il 21 gennaio, il 23 gennaio è sostituito da Giovanni Mantovani.

Un deputato del gruppo PSI decede durante il 1958: Ugo Della Seta il 25 maggio.
10. ↑  Un deputato abbandona il gruppo MSI durante il 1954. Aderisce al gruppo Misto: Domenico Leccisi il 7 maggio.
11. ↑  Tre deputati abbandonano il gruppo MSI durante il 1955. Aderiscono al gruppo Misto: Mario Jannelli il 13 dicembre, Fabio De Felice e Cesare Pozzo il 14 dicembre.

Un deputato del gruppo MSI cessa dal mandato parlamentare durante il 1955: Enrico Endrich il 18 gennaio, il 21 febbraio è sostituito da Italo Formichella.

Un deputato del gruppo MSI decede durante il 1955: Roberto Mieville l'11 aprile, il 15 aprile è sostituito da Giovanni De Totto.
12. ↑  Un deputato aderisce al gruppo MSI durante il 1957. Abbandonando il gruppo Misto: Domenico Leccisi il 27 giugno.

Tre deputati abbandonano il gruppo MSI durante il 1957. Aderiscono al gruppo Misto: Agostino Di Stefano Genova il 18 luglio, Luigi Filosa il 25 luglio. Aderisce al gruppo PMP: Carlo Colognatti il 10 ottobre.
13. ↑  Un deputato del gruppo MSI cessa dal mandato parlamentare durante il 1958: Domenico Pettini il 12 febbraio, il giorno successivo è sostituito da Antonino La Russa.

Un deputato del gruppo MSI decede durante il 1958: Gennaro Villelli il 31 gennaio, il 4 febbraio è sostituito da Domenico Pettini.
14. ↑  Otto deputati abbandonano il gruppo PNM durante il 1954. Aderiscono al gruppo Misto: Raffaele Cafiero, Giuseppe De Falco, Paolo Greco e Guido Grimaldi il 5 giugno, Luigi Amato e Angelo Rubino il 15 giugno, Raffaele Chiarolanza il 16 giugno, Odo Spadazzi il 30 giugno.
15. ↑  Un deputato abbandona il gruppo PNM durante il 1955. Aderisce al gruppo Misto: Vincenzo Selvaggi il 14 giugno.
16. ↑  Un deputato aderisce al gruppo PNM durante il 1956. Abbandonando il gruppo Misto: Angelo Rubino il 13 novembre.

Cinque deputati abbandonano il gruppo MSI durante il 1956. Aderiscono al gruppo PMP: Massimo Del Fante il 25 ottobre, Giovanni Alliata Di Montereale il 19 dicembre, Giuseppe Muscariello il 21 dicembre. Aderisce al gruppo Misto: Uberto Bonino l'8 novembre. Aderisce al gruppo Liberale: Benedetto Cottone il 22 dicembre.
17. ↑  Tre deputati abbandonano il gruppo PNM durante il 1957. Aderiscono al gruppo Misto: Letterio La Spada il 24 settembre, Giuseppe Menotti De Francesco il 12 novembre. Aderisce al gruppo PMP: Ettore Viola il 19 novembre.
18. ↑  Un deputato del gruppo PSDI decede durante il 1958: Giuseppe Romita il 15 marzo.
19. ↑  Tredici deputati aderiscono al gruppo PMP durante il 1956. Abbandonando il gruppo Misto: Luigi Amato, Raffaele Cafiero, Raffaele Chiarolanza, Paolo Greco, Guido Grimaldi, Mario Jannelli, Olindo Preziosi, Vincenzo Selvaggi e Odo Spadazzi il 25 ottobre, Uberto Bonino il 21 dicembre. Abbandonando il gruppo PNM: Massimo Del Fante il 25 ottobre, Giovanni Alliata Di Montereale il 19 dicembre, Giuseppe Muscariello il 21 dicembre.
20. ↑  Cinque deputati aderiscono al gruppo PMP durante il 1957. Abbandonando il gruppo Misto: Letterio La Spada il 4 ottobre, Agostino Di Stefano Genova il 3 dicembre, Giuseppe Menotti De Francesco il 20 dicembre. Abbandonando il gruppo MSI: Carlo Colognatti il 10 ottobre. Abbandonando il gruppo PNM: Ettore Viola il 19 novembre.

Un deputato abbandona il gruppo PMP durante il 1957. Aderisce al gruppo Liberale: Luigi Zuppante il 9 ottobre.

Un deputato del gruppo PMP decede durante il 1957: Vincenzo Selvaggi il 10 marzo, il 14 marzo è sostituito da Luigi Zuppante.
21. ↑  Un deputato del gruppo Liberale cessa dal mandato parlamentare durante il 1954: Giuseppe Alpino il 28 luglio, lo stesso giorno è sostituito da Antonio Cavalli che aderisce al gruppo DC.
22. ↑  Un deputato abbandona il gruppo Liberale durante il 1955. Aderisce al gruppo Misto: Bruno Villabruna il 13 dicembre.
23. ↑  Un deputato aderisce al gruppo Liberale durante il 1956. Abbandonando il gruppo MSI: Benedetto Cottone il 22 dicembre.
24. ↑  Un deputato aderisce al gruppo Liberale durante il 1957. Abbandonando il gruppo PMP: Luigi Zuppante il 9 ottobre.
25. ↑  Nove deputati aderiscono al gruppo Misto durante il 1954. Abbandonando il gruppo PNM : Raffaele Cafiero, Giuseppe De Falco, Paolo Greco e Guido Grimaldi il 5 giugno, Luigi Amato e Angelo Rubino il 15 giugno, Raffaele Chiarolanza il 16 giugno, Odo Spadazzi il 30 giugno. Abbandonando il gruppo MSI: Domenico Leccisi il 7 maggio.
26. ↑  Sette deputati aderiscono al gruppo Misto durante il 1955. Abbandonando il gruppo MSI: Mario Jannelli il 13 dicembre, Fabio De Felice e Cesare Pozzo il 14 dicembre. Abbandonando il gruppo DC: Ugo Bartesaghi e Mario Melloni il 21 febbraio. Abbandonando il gruppo PNM: Vincenzo Selvaggi il 14 giugno. Abbandonando il gruppo Liberale: Bruno Villabruna il 13 dicembre.

Un deputato del gruppo Misto decede durante il 1955: Giuseppe De Falco il 25 settembre, il 29 settembre è sostituito da Olindo Preziosi.
27. ↑  Un deputato aderisce al gruppo Misto durante il 1956. Abbandonando il gruppo MSI: Uberto Bonino l'8 novembre.

Undici deputati abbandonano il gruppo Misto durante il 1956. Aderiscono al gruppo PMP: Luigi Amato, Raffaele Cafiero, Raffaele Chiarolanza, Paolo Greco, Guido Grimaldi, Mario Jannelli, Olindo Preziosi, Vincenzo Selvaggi e Odo Spadazzi il 25 ottobre, Uberto Bonino il 21 dicembre. Aderisce al gruppo PNM: Angelo Rubino il 13 novembre.
28. ↑  Cinque deputati aderiscono al gruppo Misto durante il 1957. Abbandonando il gruppo MSI: Agostino Di Stefano Genova il 18 luglio, Luigi Filosa il 25 luglio. Abbandonando il gruppo PNM: Letterio La Spada il 24 settembre, Giuseppe Menotti De Francesco il 12 novembre. Abbandonando il gruppo PCI: Antonio Giolitti il 18 settembre.

Cinque deputati abbandonano il gruppo Misto durante il 1957. Aderiscono al gruppo PMP: Letterio La Spada il 4 ottobre, Agostino Di Stefano Genova il 3 dicembre, Giuseppe Menotti De Francesco il 20 dicembre. Aderisce al gruppo MSI: Domenico Leccisi il 27 giugno. Aderisce al gruppo PSI: Antonio Giolitti il 4 ottobre.

#### Modifiche nella nomenclatura dei gruppi parlamentari
1. ↑  Il gruppo Partito Monarchico Popolare (PMP) si forma il 25 ottobre 1956 con nove deputati aderenti provenienti dal gruppo Misto e un deputato aderente proveniente dal gruppo PNM.

## Senato della Repubblica

### Consiglio di presidenza

#### Presidente
Cesare Merzagora (DC) - L'elezione è avvenuta il 25 giugno 1953.

#### Vice presidenti
- Michele De Pietro (DC) [fino al 17/01/1954 e dal 04/07/1957]
- Giorgio Bo (DC) [fino al 18/05/1957]
- Enrico Molè (Dem. Ind. Sin.)
- Mauro Scoccimarro (PCI)
- Mario Cingolani (DC) [dal 24/02/1954]

#### Questori
- Giovanni Braschi (DC) [fino al 05/07/1955]
- Nicola Vaccaro (DC)
- Carmine Mancinelli (PSI)
- Antonio Lepore (DC) [dal 22/07/1955]

#### Segretari
- Guido Bisori (DC) [fino al 16/07/1953]
- Luigi Russo (DC)
- Zefferino Tomè (DC)
- Luigi Carmagnola (Lib. Soc. Rep.)
- Angelo Cemmi (DC) [fino al 25/06/1953]
- Angelina Merlin (PSI)
- Guido Molinelli (PCI)
- Cesare Gavina (Misto)
- Giorgio Marzola (PSI)
- Antonio Lepore (DC) [dal 19/08/1953 al 21/07/1955]
- Mario Carelli (DC) [dal 06/10/1955]

### Capigruppo parlamentari
| Gruppo parlamentare | Gruppo parlamentare                  | Presidente                                                                 | Seggi     |
| ------------------- | ------------------------------------ | -------------------------------------------------------------------------- | --------- |
|                     | Democratico Cristiano                | Stanislao Ceschi                                                           | 111 / 245 |
|                     | Comunista                            | Mauro Scoccimarro                                                          | 51 / 245  |
|                     | Partito Socialista Italiano          | Rodolfo Morandi [fino al 26/07/1955] Emilio Lussu [dal 25/01/1956]         | 28 / 245  |
|                     | Misto                                | Enrico De Nicola [fino al 28/02/1955] Pasquale Jannaccone [dal 25/01/1956] | 20 / 245  |
|                     | Libero - Social - Repubblicano       | Umberto Zanotti Bianco                                                     | 11 / 245  |
|                     | Movimento Sociale Italiano           | Enea Franza                                                                | 9 / 245   |
|                     | Partito Nazionale Monarchico         | Achille Lauro [fino al 06/04/1954] Raffaele Paolucci [dal 05/04/1954]      | 8 / 245   |
|                     | Democratico Indipendenti di Sinistra | Enrico Molè                                                                | 7 / 245   |

### Commissioni parlamentari
| #    | Commissione                                                               | Presidente                                      | Presidente                                 |
| ---- | ------------------------------------------------------------------------- | ----------------------------------------------- | ------------------------------------------ |
| I    | Affari della Presidenza del Consiglio e dell'Interno                      |                                                 | Umberto Tupini (DC) [fino al 17/01/1954]   |
| I    | Affari della Presidenza del Consiglio e dell'Interno                      | Mario Zotta (DC) [dal 16/03/1954 al 02/07/1957] |                                            |
| I    | Affari della Presidenza del Consiglio e dell'Interno                      | Leopoldo Baracco (DC) [dal 17/07/1957]          |                                            |
| II   | Giustizia e autorizzazioni a procedere                                    |                                                 | Adone Zoli (DC)                            |
| III  | Affari esteri e colonie                                                   |                                                 | Mario Cingolani (DC) [fino all'08/10/1954] |
| III  | Affari esteri e colonie                                                   | Antonio Boggiano Pico (DC) [dal 10/11/1954]     |                                            |
| IV   | Difesa                                                                    |                                                 | Angelo Cerica (DC)                         |
| V    | Finanze e tesoro                                                          |                                                 | Giovanni Battista Bertone (DC)             |
| VI   | Istruzione pubblica e belle arti                                          |                                                 | Raffaele Ciasca (DC)                       |
| VII  | Lavori pubblici, Trasporti, Poste e Telecomunicazioni e Marina Mercantile |                                                 | Guido Corbellini (DC)                      |
| VIII | Agricoltura e Alimentazione                                               |                                                 | Vincenzo Menghi (DC)                       |
| IX   | Industria, commercio interno ed estero, turismo                           |                                                 | Mario Longoni (DC)                         |
| X    | Lavoro, emigrazione e previdenza sociale                                  |                                                 | Cristoforo Pezzini (DC)                    |
| XI   | Igiene e sanità                                                           |                                                 | Luigi Benedetti (DC)                       |

### Riepilogo della composizione
| Gruppo parlamentare al Senato della Repubblica | Gruppo parlamentare al Senato della Repubblica        | Inizio legislatura | 1953 | 1954 | 1955 | 1956 | 1957 | Fine legislatura |
| ---------------------------------------------- | ----------------------------------------------------- | ------------------ | ---- | ---- | ---- | ---- | ---- | ---------------- |
|                                                | Democratico Cristiano (DC)                            | 110                | 111  | 111  | 111  | 110  | 110  | 110              |
|                                                | Comunista (PCI)                                       | 49                 | 49   | 50   | 50   | 50   | 51   | 51               |
|                                                | Partito Socialista Italiano (PSI)                     | 27                 | 28   | 28   | 28   | 29   | 28   | 28               |
|                                                | Libero - Social - Repubblicano (Lib. Soc. Rep.)       | 10                 | 10   | 10   | 10   | 11   | 11   | 11               |
|                                                | Movimento Sociale Italiano (MSI)                      | 9                  | 9    | 9    | 9    | 9    | 9    | 9                |
|                                                | Partito Nazionale Monarchico (PNM)                    | 15                 | 15   | 13   | 13   | 10   | 8    | 8                |
|                                                | Democratico Indipendenti di Sinistra (Dem. Ind. Sin.) | 10                 | 10   | 9    | 9    | 7    | 7    | 7                |
|                                                | Gruppo misto                                          | 11                 | 11   | 13   | 14   | 18   | 20   | 20               |
| Totale                                         | Totale                                                | 241                | 243  | 243  | 244  | 244  | 244  | 244              |

#### Modifiche nella composizione dei gruppi parlamentari
1. ↑  Un senatore subentrante aderisce al gruppo DC durante il 1953: Giacinto Bosco il 26 giugno, in sostituzione di Leopoldo Rubinacci che opta per il seggio alla Camera.

Un senatore del gruppo DC cessa dal mandato parlamentare durante il 1953: Fulvio De Bacci il 19 novembre, lo stesso giorno è sostituito da Giorgio Braccesi.

Un senatore del gruppo DC decede durante il 1953: Ferdinando Martini il 31 ottobre, il 2 dicembre è sostituito da Fulvio De Bacci.
2. ↑  Un senatore del gruppo DC cessa dal mandato parlamentare durante il 1954: Domenico Magrì il 27 ottobre, il 9 novembre è sostituito da Gaspare Cusenza.

Due senatori del gruppo DC decedono durante il 1954: Luigi Carlo Caron il 24 maggio, il 3 giugno è sostituito da Antonio Bussi; Antonio Toselli il 2 giugno, il 4 giugno è sostituito da Giuseppe Maria Sibille.
3. ↑  Un senatore abbandona il gruppo DC durante il 1956. Aderisce al gruppo Misto: Giovanni Messe il 22 novembre.

Tre deputati del gruppo DC decedono durante il 1956: Ezio Vanoni il 16 febbraio, il 22 febbraio è sostituito da Emanuele Samek Lodovici; Francesco Selvaggi l'11 luglio, il 18 luglio è sostituito da Raffaele Pezzullo; Alfonso Artiaco il 17 ottobre, il 26 ottobre è sostituito da Vincenzo Monaldi.
4. ↑  Un senatore del gruppo DC cessa dal mandato parlamentare durante il 1957: Carlo Corti il 3 luglio, il 12 luglio è sostituito da Giuseppe Terragni.

Tre senatori del gruppo DC decedono durante il 1957: Raffaele Pezzullo il 19 gennaio, il 24 gennaio è sostituito da Giuseppe Piegari; Raffaele Caporali il 24 giugno, il 28 giugno è sostituito da Giuseppe Zugaro De Matteis.
5. ↑  Un senatore aderisce al gruppo PCI durante il 1954. Abbandonando il gruppo Dem. Ind. Sin.: Leo Leone il 23 febbraio.
6. ↑  Un senatore del gruppo PCI decede durante il 1955: Ruggero Grieco il 23 luglio, il 27 settembre è sostituito da Giuseppe Imperiale.
7. ↑  Un senatore subentrante aderisce al gruppo PCI durante il 1957: Antonio Borrelli il 19 ottobre, in sostituzione di Armando Cermignani del gruppo PSI.

Un senatore del gruppo PCI decede durante il 1957: Antonio Banfi il 22 luglio, il 25 luglio è sostituito da Clarenzo Menotti.
8. ↑  Un senatore subentrante aderisce al gruppo PSI durante il 1953: Giuseppe Roda il 26 giugno, in sostituzione di Eugenio Dugoni che opta per il seggio alla Camera.

Un senatore del gruppo PSI decede durante il 1953: Enrico Grazi il 30 settembre, l'8 ottobre è sostituito da Jaures Busoni.
9. ↑  Un senatore del gruppo PSI decede durante il 1955: Rodolfo Morandi il 26 luglio, il 27 settembre è sostituito da Mario Grampa.
10. ↑  Un senatore aderisce al gruppo PSI durante il 1956. Abbandonando il gruppo Dem. Ind. Sin.: Pietro Grammatico il 27 giugno.

Due senatori del gruppo PSI decedono durante il 1956: Camillo Pasquali il 27 febbraio, il 2 marzo è sostituito da Michele Giua; Carlo Caldera il 15 ottobre, il 26 ottobre è sostituito da Arduino Cerutti.
11. ↑  Un senatore del gruppo PSI decede durante il 1957: Armando Cermignani il 19 ottobre, lo stesso giorno è sostituito da Antonio Borrelli che aderisce al gruppo PCI.
12. ↑  Un senatore aderisce al gruppo Lib. Soc. Rep. durante il 1955. Poiché ex Presidente della Repubblica: Luigi Einaudi l'11 maggio.

Un senatore del gruppo Lib. Soc. Rep. decede durante il 1955: Carlo Stagno Villadicani d'Alcontres il 18 marzo, il 25 marzo è sostituito da Edoardo Battaglia che aderisce al gruppo Misto.
13. ↑  Un senatore aderisce al gruppo Lib. Soc. Dem. durante il 1956. Abbandonando il gruppo Misto: Edoardo Battaglia il 28 febbraio.

Un senatore del gruppo Lib. Soc. Dem. decede durante il 1956: Stefano Perrier il 27 maggio, il 6 giugno è sostituito da Giuseppe Dardanelli.
14. ↑  Due senatori abbandonano il gruppo PNM durante il 1954. Aderiscono al gruppo Misto: Gaetano Fiorentino il 2 giugno, Alfredo De Marsico il 16 novembre.

Un senatore del gruppo PNM cessa dal mandato parlamentare durante il 1954: Achille Lauro il 6 aprile, l'8 aprile è sostituito da Raffaele Guariglia.
15. ↑  Tre senatori abbandonano il gruppo PNM durante il 1956. Aderiscono al gruppo Misto: Carlo Mastrosimone e Leopoldo Zagami il 7 novembre, Arnaldo Lubelli il 12 novembre.
16. ↑  Due senatori abbandonano il gruppo PNM durante il 1957. Aderiscono al gruppo Misto: Leonetto Taddei il 26 giugno, Domenico Tripepi il 23 settembre.
17. ↑  Un senatore del gruppo PNM decede durante il 1958: Attilio Terragni il 14 febbraio, il 21 febbraio è sostituito da Enrico Gazzale.
18. ↑  Un senatore abbandona il gruppo Dem. Ind. Sin. durante il 1954. Aderisce al gruppo PCI: Leo Leone il 22 febbraio.
19. ↑  Due senatori abbandonano il gruppo Dem. Ind. Sin. durante il 1956. Aderisce al gruppo Misto: Luigi Angrisani il 1º febbraio. Aderisce al gruppo PSI: Pietro Grammatico il 26 giugno.
20. ↑  Due senatori aderiscono al gruppo Misto durante il 1954. Abbandonando il gruppo PNM: Gaetano Fiorentino il 3 giugno, Alfredo De Marsico il 17 novembre.
21. ↑  Un senatore subentrante aderisce al gruppo Misto durante il 1955: Edoardo Battaglia il 25 marzo, in sostituzione di Carlo Stagno Villadicani d'Alcontres del gruppo Lib. Soc. Rep.
22. ↑  Cinque senatori aderiscono al gruppo Misto durante il 1956. Abbandonando il gruppo PNM: Carlo Mastrosimone e Leopoldo Zagami l'8 novembre, Arnaldo Lubelli il 13 novembre. Abbandonando il gruppo Dem. Ind. Sin.: Luigi Angrisani il 2 febbraio. Abbandonando il gruppo DC: Giovanni Messe il 23 novembre.

Un senatore abbandona il gruppo Misto durante il 1956. Aderisce al gruppo Lib. Soc. Dem.: Edoardo Battaglia il 27 febbraio.
23. ↑  Tre senatori aderiscono al gruppo Misto durante il 1957. Abbandonando il gruppo PNM: Leonetto Taddei il 27 giugno, Domenico Tripepi il 24 settembre. Nominato senatore a vita: Giuseppe Paratore il 26 novembre.

Un senatore del gruppo Misto decede durante il 1957: Gaetano De Sanctis il 9 aprile.